# Ernst Leonhardt
Ernst Leonhardt (ur. 12 listopada 1840 w Heinichen w Saksonii, zm. 6 października 1917 w Łodzi) – fabrykant.
Był najmłodszym z dziesięciorga dzieci sukiennika Fryderyka i Christiany Fryderyki z domu Stein. Po ukończeniu szkoły elementarnej w rodzinnym miasteczku, kształcił się w gimnazjum w Dreźnie, a następnie odbył praktykę w fabryce włókienniczej w Grossenheim w Saksonii.
W 1877 roku przybył do Łodzi. We wsi Dąbrowa pod Łodzią zakupił grunt, na którym wystawił, wraz ze swoim szwagrem, Woelkerem i krajanem Girbardtem, ściągniętym przez niego z Lipska, fabrykę wyrobów wełnianych „Leonhardt, Woelker i Girbardt”. W 1898 roku firma przekształcona została w spółkę akcyjną. Na początku XX wieku zakłady znacznie rozbudowano. 
Był założycielem szkoły przyfabrycznej oraz współzałożycielem, wraz z Ludwikiem Schweikertem, gimnazjum niemieckiego wzniesionego w latach 1909–1910 przy ulicy Spacerowej (obecna Alei Tadeusza Kościuszki). Ponadto był prezesem Związku Przemysłowców, prezesem zarządu gazowni miejskiej, cementowni „Ogrodzieniec”, Łódzkiej Ochotniczej Straży Ogniowej (1908–1917), honorowym prezesem Łódzkiego Towarzystwa Sportowego i Gimnastycznego.
Od zniekształconego nazwiska Leonhardta, położony w sąsiedztwie plac (obecny Plac Niepodległości) nazwano Rynkiem Leonarda.